# 캄플리
캄플리(이탈리아어: Campli)는 이탈리아 아브루초주 테라모도에 위치한 코무네다. 그란산소 에 몬티델라라가 국립공원에 위치한다.

## 역사
이 마을은 나폴리 왕국의 스페인인들을 상대로 한 전쟁 기간인 1557년에 기즈 공작 프랑수아가 이끄는 프랑스군에게 함락당하였다.

## 축제
1964년 이후로 매년 8월달에 이곳에서는 사그라 델라 포르체타 이탈리카(Sagra della porchetta italica, 이탈리아 돼지고기 축제)가 열린다. 이 축제는 아브루초주에서 처음으로 열린 요리 축제로 평가되고 있으며 이탈리아 전체내에서도 오래된 축제중 하나이다. 이 축제의 하이라이트는 돼지고기 샌드위치 요리 경연 대회이다. 이 축제는 관광객들의 유치와 파르네세(Farnese) 집안의 강력한 영향력을 알리고 이 마을의 홍보를 위하여 페르난도 아우리니(Fernando Aurini)에 의해 개최되었다.